# ترجان (ترکیه)
ترجان (به ترکی استانبولی: Tercan) یک منطقهٔ مسکونی در ترکیه است که در استان ارزنجان واقع شده‌است. ترجان ۱٬۴۲۵ متر بالاتر از سطح دریا واقع شده‌است.